# Œuf des palais danois
L'œuf des palais danois est un œuf impérial Fabergé, l'un d'une série de cinquante-deux œufs ornés de bijoux fabriqués sous la supervision de Pierre-Karl Fabergé pour la famille impériale russe. Il a été fabriqué et livré au tsar de Russie de l'époque, Alexandre III, qui l'a présenté à son épouse, Maria Feodorovna, le jour de Pâques 1890. L'œuf appartient actuellement à la Matilda Geddings Grey Foundation et se trouve au Metropolitan Museum of Art de New York.

## Conception
L'extérieur de cet œuf est en or émaillé rose-mauve divisé en douze sections. Six lignes verticales de losanges rose et trois lignes horizontales séparent les panneaux émaillés les uns des autres . Il y a une émeraude à chaque intersection des lignes séparant les panneaux, et l'œuf est couronné d'un médaillon de feuilles rayonnantes autour d'un cabochon saphir étoile. L'extrémité opposée de l'œuf est ornée de feuilles d'acanthe supplémentaires .
Le support est un ajout moderne.

## Surprise
L'œuf s'ouvre pour révéler un écran à 10 panneaux en or multicolore avec des aquarelles sur nacre. Les panneaux sont encadrés d'un motif de cercles tangents avec une couronne d'or multicolore au sommet et reposent sur des pieds grecs . Les aquarelles sont toutes signées par Konstantin Krijitski et datées de 1889. Les peintures représentent, de gauche à droite le long de l'écran, le yacht impérial Polar Star ; le Palais de Bernstorff à Copenhague ; La villa de l'empereur dans le parc de Fredensborg, près du château de Fredensborg ; le Palais d'Amalienborg à Copenhague ; le Château de Kronborg à Helsingør ; le Cottage Palace à Peterhof ; le Palais de Gatchina près de Saint-Pétersbourg et le yacht impérial Tsarevna .

## Histoire de l'oeuf
Alexandre III a reçu l'œuf des palais danois de la boutique de Fabergé le 30 mars 1890 et a présenté l'œuf à sa femme, Maria Feodorovna le 1er avril. Le tsar a payé 4 260 roubles en argent pour l'œuf. En janvier 1893, l'œuf fut logé au palais de Gatchina et y resta jusqu'à la révolution de 1917. En 1917, il a été transféré avec le reste des œufs impériaux envoyés au Palais des Armures du Kremlin à Moscou. Au début de 1922, l'œuf a été transféré au Sovnarkom, puis est retourné au Palais des Armures à l'été 1927 . L'Oeuf a été sélectionné avec 11 autres pour la vente en dehors de la Russie en avril 1930, et a été vendu aux Hammer Galleries plus tard cette année-là pour 1500 roubles. Les Hammer Galleries ont mis l'œuf en vente en 1935 pour 25 000 $ et il a été vendu entre février 1936 et novembre 1937 à Nicholas H. Ludwig de New York. L'œuf appartenait à un collectionneur privé entre 1962 et 1971, lorsqu'il a été retrouvé dans la collection de la défunte Matilda Geddings Gray. Depuis 1972, l'œuf est la provenance de la Matilda Geddings Grey Foundation et est actuellement exposé au Metropolitan Museum of Art de New York.